# Vera Holme
Vera Louise Holme, nota anche come Jack Holme (Birkdale (Southport), 29 agosto 1881 – Glasgow, 1º gennaio 1969), è stata un'attrice, attivista, autista, amministratrice e suffragetta britannica, nota per travestirsi con abiti maschili e per essere "l'autista dei Pankhurst".

## Biografia

### Primi anni di vita
Vera Holme nacque il 29 agosto 1881 a Birkdale, nel Lancashire, in Inghilterra. I suoi genitori erano Mary Louisa (nata Crowe) e Richard Holme. Suo padre era un commerciante di legname della classe media. La maggior parte della giovinezza di Vera la trascorse nel Lancashire, ma frequentò una scuola di convento all'estero, probabilmente in Francia. Era vicina a suo fratello Gordon, che in seguito chiamò suo figlio e sua figlia Jack e lui Vera in suo onore. I suoi genitori si separarono quando lei era adolescente e sua madre si risposò. Suo padre le dava periodicamente un assegno, ma poiché non aveva entrate regolari, la Holme, cantante e violinista affermata, iniziò a lavorare come modella, cantante e iniziò a recitare.

### Carriera teatrale
Decise di recitare per la sua ammirazione per l'attrice Ellen Terry e sua figlia Edith Craig.(Pag. 10) Le attrici dell'Età vittoriana erano state strettamente limitate a ruoli che rafforzavano le presentazioni di genere maschile e femminile, per rafforzare le norme morali.(Pag. 1) All'inizio del secolo, però, i teatri e il pubblico iniziarono a riconoscere una separazione tra gli attori e i loro ruoli, aprendo la possibilità per gli attori di impersonare altri sessi. (Pag. 1-2) Nel 1903, la Holme firmò un contratto guadagnando la somma di £ 25 a settimana, piuttosto buona,  per lavorare come imitatrice del sesso maschile.(Pag. 9-10) È opinione diffusa che il suo soprannome "Jack" derivi da uno dei suoi personaggi teatrali dell'epoca.(Pag. 125)(Pag. 10) Girò per diversi anni con compagnie teatrali itineranti e senza un indirizzo stabile.
Divenne membro del coro femminile nelle stagioni di repertorio della D'Oyly Carte Opera Company di Gilbert and Sullivan al Savoy Theatre di Londra, esibendosi ogni stagione tra il 1906 e il 1909. (Pag. 125) Come membro del coro, si esibì in abiti elaborati. L'espansione dei ruoli di recitazione per le donne alla fine portò a una spinta per riforme socio-politiche più ampie quando le donne iniziarono a partecipare a occupazioni precedentemente considerate maschili come lavorare come drammaturghe e direttori di teatro. Nel 1907 l'Actresses' Franchise League fu costituita come organizzazione di rete per fare pressione per i diritti delle donne coinvolte in tutti gli aspetti del lavoro teatrale, compreso il suffragio femminile.(Pag. 4) La Holme si unì alla lega nel 1908 e iniziò a cantare con le suffragette all'esterno Prigione di Holloway per sostenere le donne che erano state arrestate e rinchiuse per proteste per il suffragio. Nel 1909 cavalcò come ufficiale a cavallo alla dimostrazione di Hyde Park e apparve nel Pageant of Great Women di Cicely Hamilton nei panni di Hannah Snell, una donna che aveva camuffato il suo sesso per diventare un soldato.
Si unì ai Pioneer Players (Pag. 10) che erano stati formati da Craig nel 1911,(Pag. 931-932) esibendosi fino al 1915. Da questo momento in poi passò all'uso di Jack come sua identificazione, sebbene non fosse un evento che cambia la vita. La studiosa Twisha Singh ha affermato che non si è trattato di un "evento che le ha cambiato la vita", ma piuttosto un mezzo per lei per sovvertire le convenzioni culturali. (Pag. 11) Da allora in poi comincià ad adottare abiti e manierismi maschili, che sono stati ben documentati nelle fotografie. Dopo la guerra tornò al Teatro (Pag. 11) e tra il 1917 e il 1920 fu nuovamente affiliata ai Pioneer Players. Ha vissuto a Lochearnhead, in Scozia, e ha continuato a esibirsi come uomo in tournée con compagnie teatrali. (Pag. 11) Ha anche diretto e prodotto opere teatrali e drammi. (Pag. 11) Un articolo sul Perthshire Advertiser del 1938, "Importante signora di Lochearnhead", riconosceva sia il suo lavoro teatrale regionale che l'amicizia con Craig.

### Suffragio femminile
Vera, che Sylvia Pankhurst dichiarò essere "una giovane rumorosa ed esplosiva, spesso rimproverata dai suoi superiori per mancanza di dignità", fu coinvolta nel gruppo di campagna militante per il suffragio del Women's Social and Political Union (WSPU). La WSPU mise in scena azioni controverse preferendo le sfide estremiste per creare un cambiamento sociale.(Pag. 175)  Una di queste bravate che coinvolse la Holme fu quando si nascose nel grande organo di una sala pubblica a Bristol nel maggio 1909. Aspettò lì durante la notte con l'obiettivo di gridare insieme a Elsie Howie "Votes for Women" a un discorso politico di un parlamentare liberale il giorno successivo.(Pag. 126) Le loro azioni furono commemorate in una poesia, "An Organ Record", scritta dalla Holme e pubblicata nel numero di quel mese di Votes for Women. Entro la fine dell'anno la Pankhurst aveva cambiato opinione sulla Holme, e lei diventò l'autista ufficiale dei leader della WSPU, Pankhurst ed Emmeline Pethick-Lawrence, sfoggiando un'uniforme e un taglio di capelli corto. Apparve sulla rivista di settore The Chauffeur nel 1911, che elogiava la sua abilità meccanica e di guida, che la portò alla ribalta internazionale. I giornali la soprannominarono "l'unica ragazza autista in livrea a Londra".

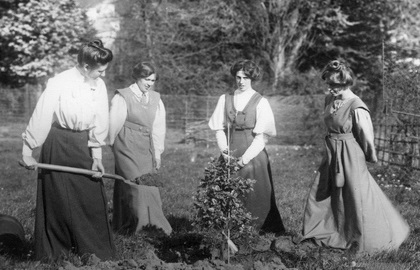
Una fotografia del 1909 che immortala la Holme mentre pianta un albero con Mary Blathwayt, Jessie Kenney e Annie Kenney

Esperta cavallerizza, Vera cavalcava spesso a cavallo nelle principali parate per il suffragio. Nel 1910 guidò una di queste parate a Londra con Flora Drummond ed Evelina Haverfield. La Haverfield era sposata con un ricco barone,(Pag. 15) ma le due donne divennero molto amiche. Nel 1910 la Holme e la Haverfield, insieme alla scienziata Alice Laura Embleton, conosciuta come Alick, ed alla sua compagna Celia Wray, (Pag. 46) fondarono tra loro la Foosack League privata. L'adesione era riservata alle donne e alle suffragiste; le evidenze interne suggeriscono che la Foosack League fosse una società segreta di lesbiche. (Pag. 56-57) Le quattro donne erano molto amiche e si scambiarono molte lettere, in particolare durante la prima guerra mondiale. (Pag. 46)

La Haverfield e la Holme iniziarono a vivere insieme nel Devon nel 1911 e sarebbero rimaste una coppia fino alla morte della Haverfield nel 1920. Il 22 novembre 1911 la Holme fu arrestata per lancio di pietre e ostacolo alla polizia. Fu imprigionata per 5 giorni nella Prigione di Holloway e fece degli schizzi della sua cella e della sua reclusione.(Pag. 11) Dal 1909 Linley e Mary Blathwayt avevano invitato le suffragette che erano state imprigionate per la causa a piantare alberi nell'arboreto adiacente a Eagle House, la loro casa a Batheaston, la loro casa a Batheaston. La Holme si unì alle altre per piantare un albero lì. Quando la Gran Bretagna entrò in guerra, tutte le donne coinvolte nella lotta per il voto, spostarono temporaneamente la loro attenzione sullo sforzo bellico. Credevano che il loro sostegno e la loro partecipazione avrebbero dimostrato il loro valore come cittadini.(Pag. 175)

### Impegno nella prima guerra mondiale
Allo scoppio della guerra nel 1914, Vera si unì alla Women's Volunteer Reserve (WVR) di Evelina Haverfield, come maggiore del 1º Battaglione di Londra della WVR. Quando la Haverfield si unì alle Scottish Women's Hospitals for Foreign Service (SWH) in qualità di amministratore, coinvolse la sua partner Vera ad organizzare i servizi di ambulanza e trasporto. Vera prestava servizio come autista di ambulanza e sovrintendeva sia ai veicoli a motore che a quelli a cavallo.(Pag. 72) Arrivarono nel Regno di Serbia nella primavera del 1915.(Pag. 53) Quando le Potenze Centrali invasero la Serbia alla fine dell'anno, la maggior parte del personale SWH fu evacuato, ma la Holme e la Haverfield rimasero nel territorio, rifiutandosi di lasciare i loro pazienti feriti.(Pag. 54) Furono evacuate con i loro pazienti a Kruševac e lavorarono sotto l'autorità tedesca, peer curare i malati in un ospedale improvvisato, e contemporaneamente proteggeva i negozi di rifornimenti della Croce Rossa dai saccheggiatori.
La Holme e la Haverfield furono catturate nel novembre 1915 e tenute come prigioniere di guerra in Austria fino al febbraio 1916,(Pag. 54) quando la Croce Rossa americana riuscì a negoziare il loro rilascio. Ottenuta la libertà, la coppia si recò in un'altra Unità SWH in Dobrugia, Romania, dove incontrarono Alexandrina Maria Onslow.(Pag. 54) Per tutto il 1916 e il 1917, la Holme guidò un'ambulanza sia in Romania che in Russia. Nel 1917 fu rimandata in Inghilterra per trasportare un messaggio personale della dottoressa Elsie Inglis a Lord Derby, Segretario di Stato per la Guerra. Tornata in Inghilterra, la Holme partecipò a un giro di conferenze per raccogliere fondi per la SWH. Nel 1918, come riconoscimento del suo impegno con la SWH, le fu assegnata la Croce Samaritana dal Re della Serbia e una medaglia per Servizio Meritorio dalla Russia.(Pag. 13)

### Dopoguerra

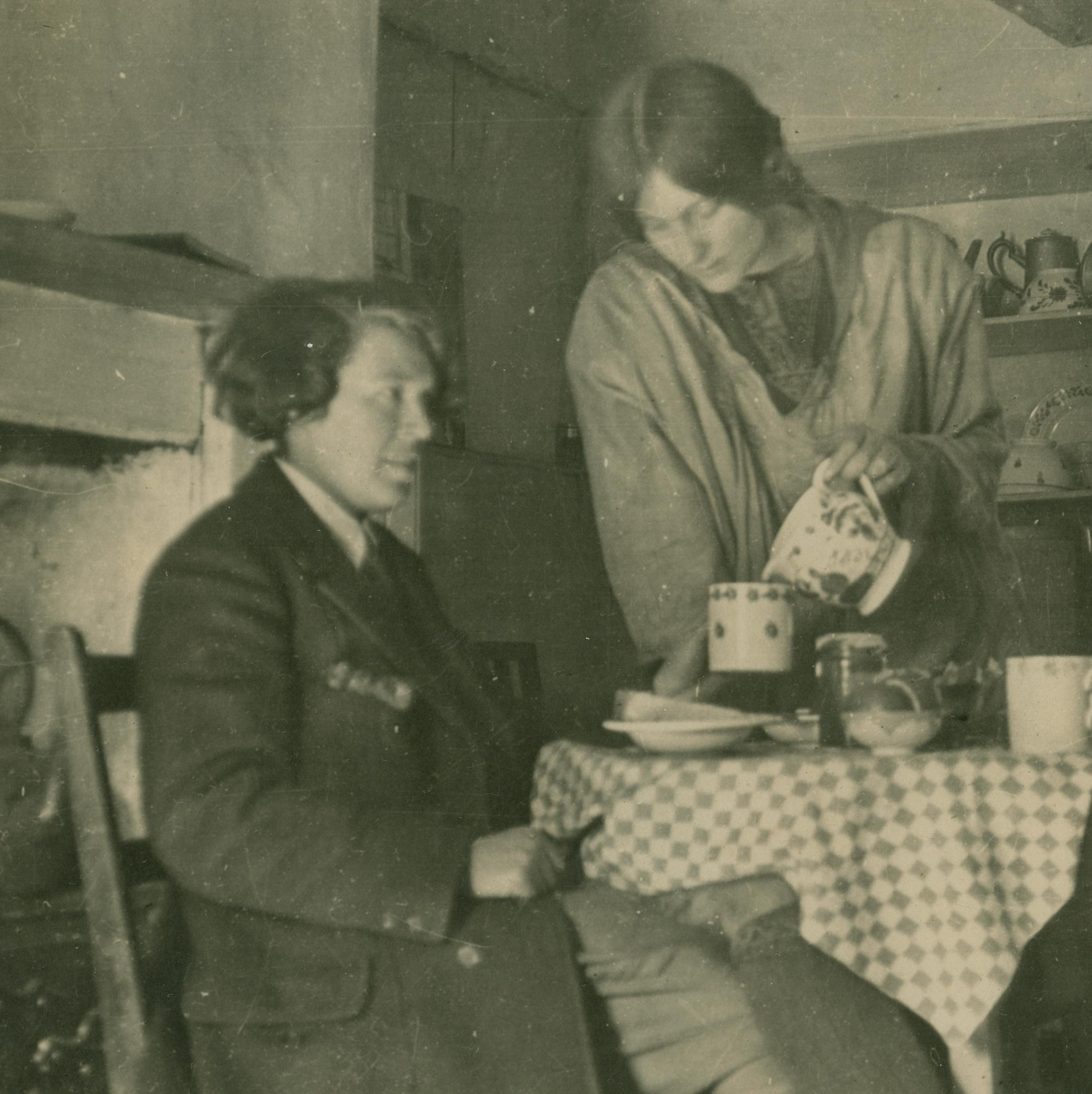
Vera "Jack" Holme e Dorothy Johnstone

Nel 1918 la Haverfield tornò in Serbia per fondare un orfanotrofio a Bajina Basta, fondato attraverso l'Haverfield Fund for Serbian Children. (Pag. 56) A quel tempo la Holme viveva a Kirkcudbright e aveva una relazione con l'artista Dorothy Johnstone. (Pag. 56) Vivevano in una colonia di artisti fondata nel 1915 da Jessie M. King e suo marito E. A. Taylor, insieme ad altri artisti, come Anne Finlay, Anna Hotchkis, Cecile Walton e altre artiste di Edimburgo e Glasgow.)(Pag. 71, 73-74)
La Holme si unì alla Haverfield in Serbia nel 1919 e, prima di creare il nuovo orfanotrofio, riorganizzarono una struttura per orfani esistente a Užice.
Una volta completato, fondarono l'orfanotrofio di Bajina Basta. A loro si unirono altre veterane della SWH, Onslow, Margaret Greenlees e Margaret Ker.(Pag. 56) La Haverfield morì di polmonite nel 1920,(Pag. 54) e lasciò alla Holme una rendita di 50 sterline all'anno a vita.( Pag. 289)
La Holme, Onslow, Greenlees e Ker accolsero e allevarono sessanta orfani.(Pag. 57) Nonostante le condizioni deplorevoli e la mancanza di cibo, rimasero a Bajina Basta fino al 1922.

La Holme mantenne legami con la Serbia dopo la morte della Haverfield nel 1920, scambiando lettere per decenni con Onslow e Rojc. È probabile che abbia visitato la coppia a Zagabria quando tornò in Serbia negli anni '30. (Pag. 59)

### Ritorno in Scozia
Nel 1923 tornò in Scozia con Greenlees e Ker mentre la Onslow si trasferì a Zagabria con la sua compagna, la pittrice croata Nasta Rojc. (Pag. 58-59) I partner del ménage à trois vivevano insieme a Tigh-na-Crich, Lochearnhead, finché Ker non si trasferì nel 1939. (Pag. 59) Vivevano in una casa che chiamarono Allt Grianach (Bruciata dal sole), situata a Glen Ogle. La Holme era una frequente oratrice e docente per i Women's Rural Institutes, che lei, Greenlees e Ker sostenevano tutti dalla sua creazione intorno al 1923. Negli anni '30 si esibì al Barn Theatre di Small Hythe, dove ogni anno venivano date produzioni commemorative per Ellen Terry di Craig. Il Barn Theatre festeggiò anche la Holme nel giorno del suo compleanno nel 1935 e nel 1936. Lei e Craig hanno mantenuto un'amicizia per tutta la vita e il suo trio ha trascorso del tempo con Craig e le sue compagne di ménage à trois Christabel Marshall e Clare Atwood. Nel 1941 trasmise un discorso commemorativo in onore di Elsie Inglis sulla BBC Home Service.(Pag. 290) Dopo la partenza di Ker, Holme e Greenlees rimasero una coppia fino alla morte di Greenlees nel 1952.(Pag. 59 )

### Morte ed eredità
Vera Holme morì il 1 gennaio 1969 a Glasgow per arteriosclerosi e insufficienza renale. Il suo archivio è conservato presso la Women's Library della LSE, che contiene sia le sue carte che un ampio archivio fotografico.(Pag. 290) La sua corrispondenza con Rojc e le donne della SWH, avvenuta nel corso di decenni, fornisce una prova tangibile della storia omosessuale sia in Serbia che in Gran Bretagna e ha offerto agli studiosi indizi sulla terminologia storica e sui codici usati dalle lesbiche nelle loro relazioni.(Pag. 50) Le studiose Catherine Baker e Olga Dimitrijević hanno affermato che l'analisi delle lettere ha anche il potenziale per cambiare ciò che si sa sulle lesbiche britanniche e sui loro circoli nel periodo tra le due guerre. (Pag. 51) Johnstone dipinse le sembianze di Holme in due dipinti a olio e in un'immagine a gessetto in bianco e nero. Uno degli oli Lady in Black with Tulips (1919) è in una collezione in Australia.(Pag. 290)